# Пежо тип 58
Пежо тип 58 (фр. Peugeot Type 58) је био мали аутомобил произведен 1904. од стране француског произвођача аутомобила Пежо у њиховој фабрици у Оданкуру. У тој години је произведено 121 јединица.
Аутомобил је покретао четворотактни, једноцилиндрични мотор снаге 6,5 КС при 1200 обртаја у минути и запремине 833 cm³. Мотор је постављен напред и преко карданског преноса давао погон на задње точкове.
Међуосовинско растојање је 1900 мм, а размак точкова 1080 мм. Каросерија је типа tonneau са простором за четири особе.